# Fjellerup (Norddjurs Kommune)
 For alternative betydninger, se Fjellerup. (Se også artikler, som begynder med Fjellerup)
Fjellerup er en landsby ved kysten i det nordlige Djursland med 390 indbyggere  (2024), beliggende i Fjellerup Sogn. Landsbyen ligger i Norddjurs Kommune og hører til Region Midtjylland.
Landsbyen nævnes første gang i 1423 som "Fjældorp". I Fjellerup findes Fjellerup Kirke og der lå endvidere en selvstændig herregård, Fjellerup Østergaard, der i dag en avlsgård under Meilgaard Gods.
Fjellerup er kendt som en ferieby med store sommerhusområder, og byen har to campingpladser. I byen ligger også Djurslands Efterskole, der er et aktiv for byen. 